# Thư viện

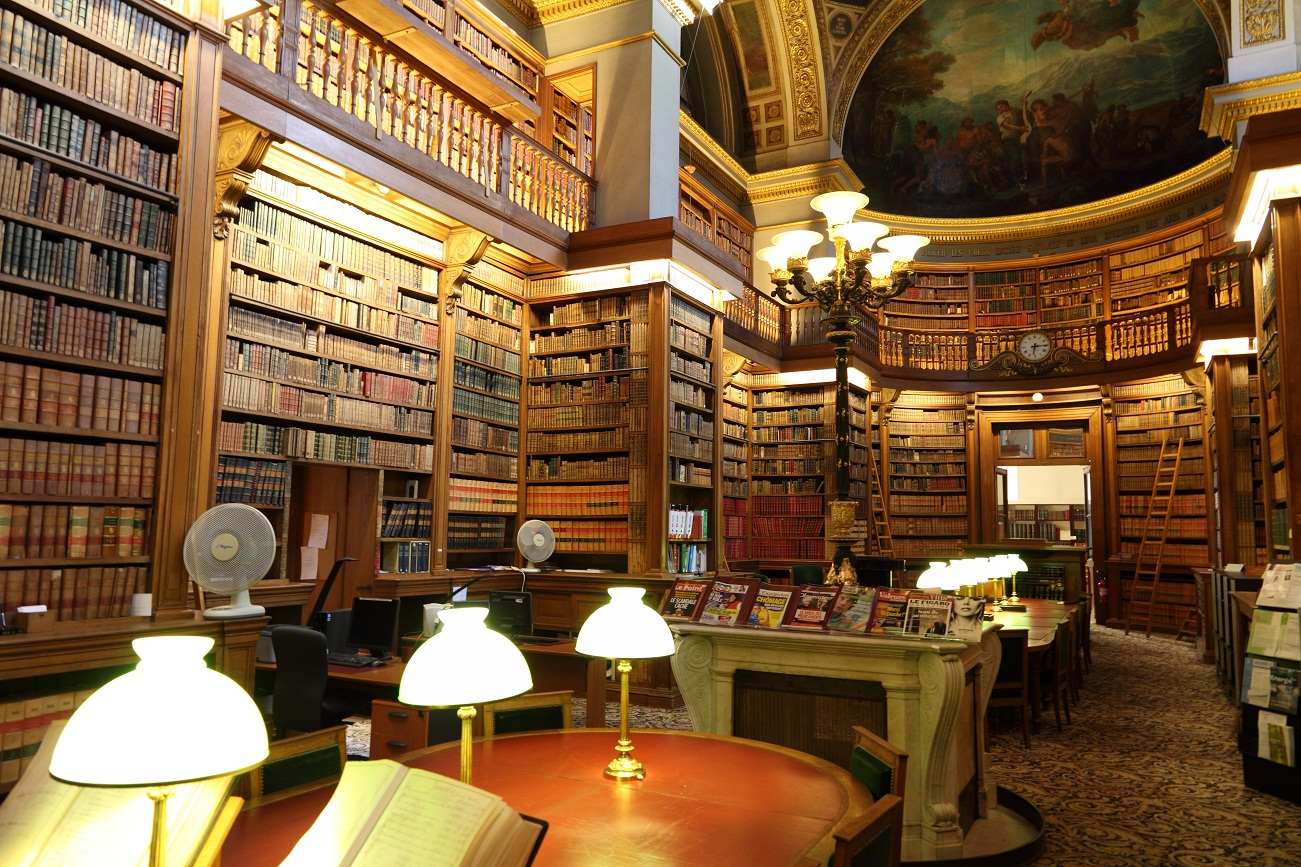
Một
Thư viện của Palais Bourbon tại Paris, Pháp

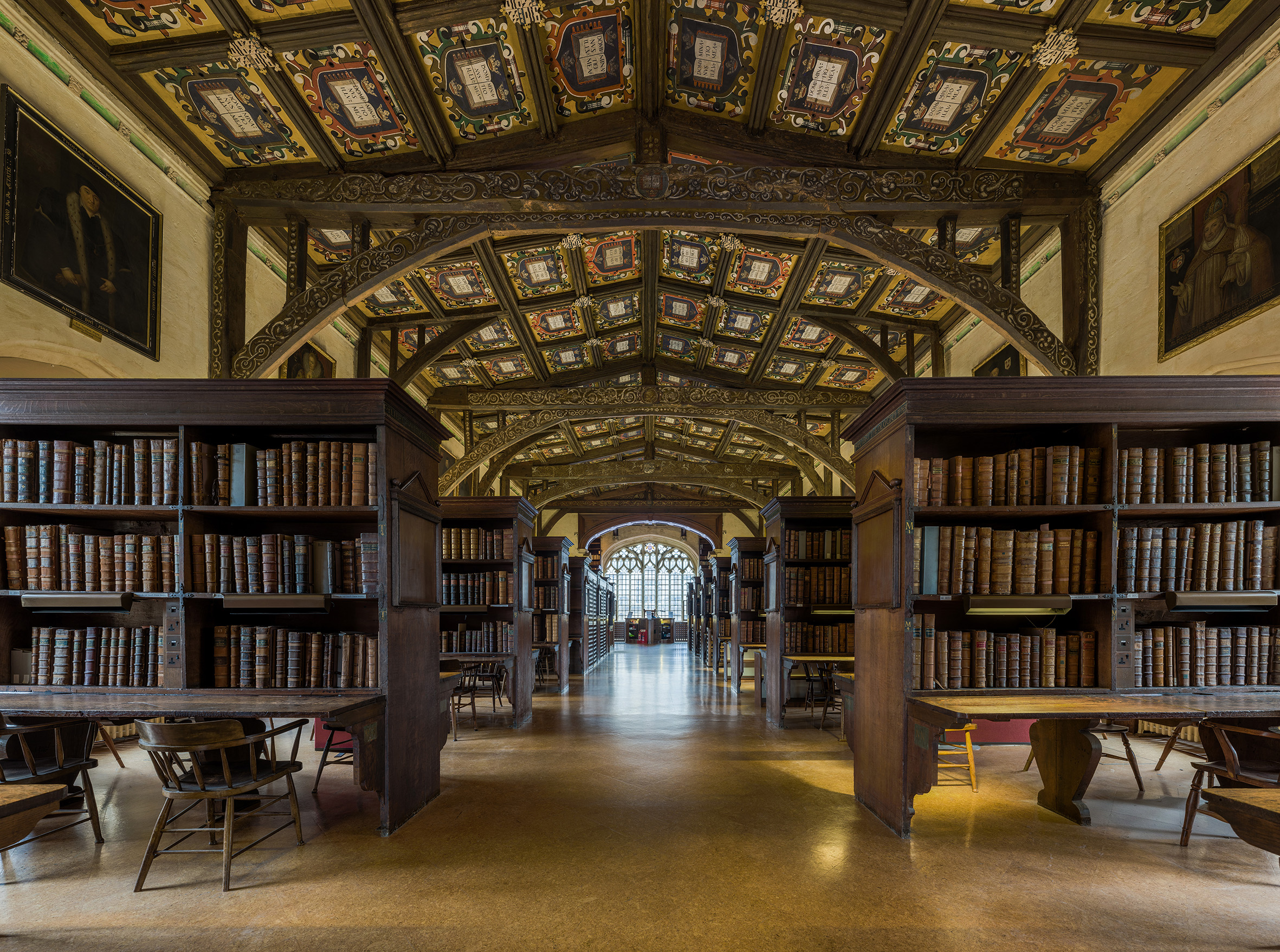
Một thư viện ở Oxford, Anh

Một thư viện là một kho sưu tập các nguồn thông tin, được chọn lựa bởi các chuyên gia và có thể được tiếp cận để tham khảo hay mượn, thường là trong một môi trường yên tĩnh phù hợp cho học tập. Kho tàng của một thư viên có thể chứa đến hàng triệu đầu mục, bao gồm nhiều định dạng như sách, ấn phẩm định kỳ, báo, thủ bản, phim, bản đồ, bản in, văn kiện, CD, cassette, băng video, DVD, đĩa Blu-ray, sách điện tử, sách nói, cơ sỏ dữ liệu, video game và các thể loại khác.
Một thư viện được xây dựng và bảo quản bởi một cơ quan nhà nước, một tổ chức, một công ty, hoặc một cá nhân. Ngoài việc cung cấp tài liệu, thư viện còn được phục vụ bởi các thủ thư, những chuyên gia trong việc tìm kiếm và sắp xếp thông tin và đáp ứng nhu cầu của người dùng. Thư viện cũng thường có khu vực yên tĩnh để học tập, và những khu vực hỗ trợ học và làm việc nhóm. Nhiều thư viện có cơ sở thiết bị có thể truy cập kho tài liệu số và mạng Internet.
Thư viện hiện đại đang ngày càng được hướng đến trở thành nơi tiếp cận thông tin và kiến thức không giới hạn qua nhiều hình thức và nguồn khác nhau. Thư viện ngày càng trở thành những trung tâm cộng đồng nơi thực hiện các chương trình công cộng và hỗ trợ mọi người có thể học tập suốt đời.

## Lịch sử
Những thư viện đầu tiên lưu trữ văn bản đầu tiên—các phiến đất sét viết bằng chữ hình nêm được phát hiện tại Sumer, có tuổi đời lên đến 2600 TCN. Thư viện công và tư chứa sách viết xuất hiện ở Hy Lạp cổ đại vào thế kỷ thứ 5 trước Công nguyên. Vào thế kỷ thứ 6, gần thời Cổ đại Hy-La, những thư viện lớn ở Constantinople và Alexandria, cùng với thư viện của Timbuktu thu hút nhiều học giả trên khắp thế giới.
Lịch sử thư viện bắt đầu với những nỗ lực đầu tiên nhằm sắp xếp bộ sưu tập văn bản. Những vấn đề đặc biệt thiết yếu bao gồm tính tiếp cận của kho sưu tập, việc thu thập tài liệu, công cụ sắp xếp và tìm kiếm, trao đổi sách, tính chất vật lý của các vật liệu viết khác nhau, phân bố ngôn ngữ, vai trò giáo dục. Từ những năm 1960, vấn đề số hóa và kỹ thuật số kho tàng lưu trữ đã bắt đầu xuất hiện.

## Các loại thư viện

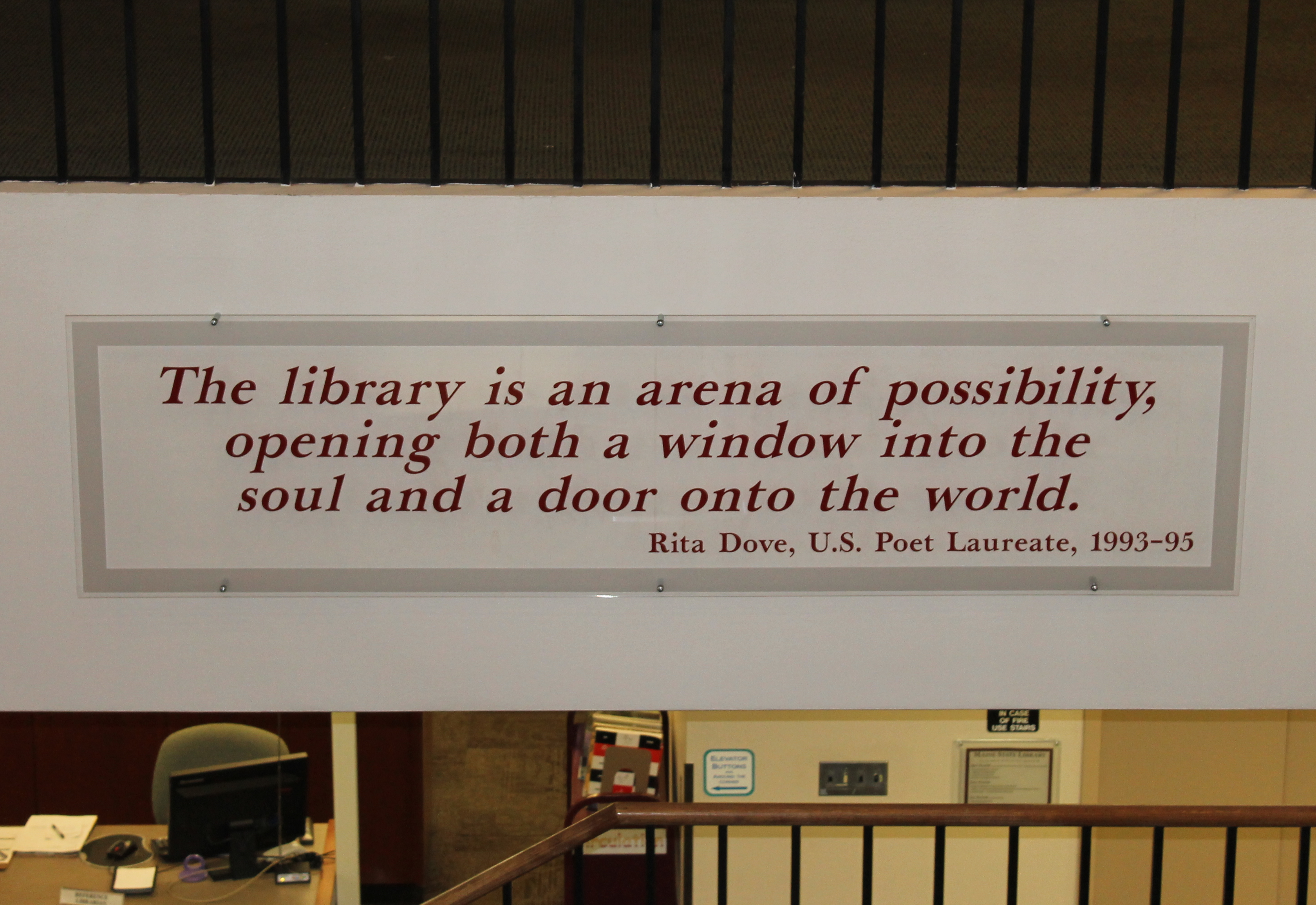
Định nghĩa thư viện của nhà thơ Rita Dove tại cửa vào Thư viện Tiểu bang Maine tại Augusta, Maine, Hoa Kỳ

Nhiều cơ quan phân biệt giữa một thư viện phân phối hay cho mượn, nơi cho phép người đọc hoặc cơ quan mượn tài liệu, so với thư viện tham khảo nơi tài liệu không được cho mượn. Những thư viện di động, như là các thư viện trên lưng ngựa ở miền đông Kentucky và bookmobile, thường là dạng cho mượn. Các thư viện ngày nay thường là hỗn hợp cả hai, gồm một bộ sưu tập chung dành cho phân phối, và một bộ tham khảo giới hạn trong thư viện. Ngoài ra, các bộ sưu tập kỹ thuật số mở rộng khả năng tiếp cận tài liệu mà có thể không được in ấn, và cho phép thư viện mở rộng kho lưu trữ mà không cần xây dựng thêm cơ sở chuyên dụng. Lamba (2019) quan sát rằng "thư viện hiện nay ngày càng trở nên đa diện, hợp tác và kết nối" và việc áp dụng những công cụ Web 2.0 vào thư viện "không chỉ kết nối người dùng với cộng đồng và cải thiện giao tiếp mà còn giúp thủ thư phát triển các hoạt động, dịch vụ và sản phẩm của thư viện hướng tới người dùng thực sự và tiềm năng".

### Thư viện học thuật

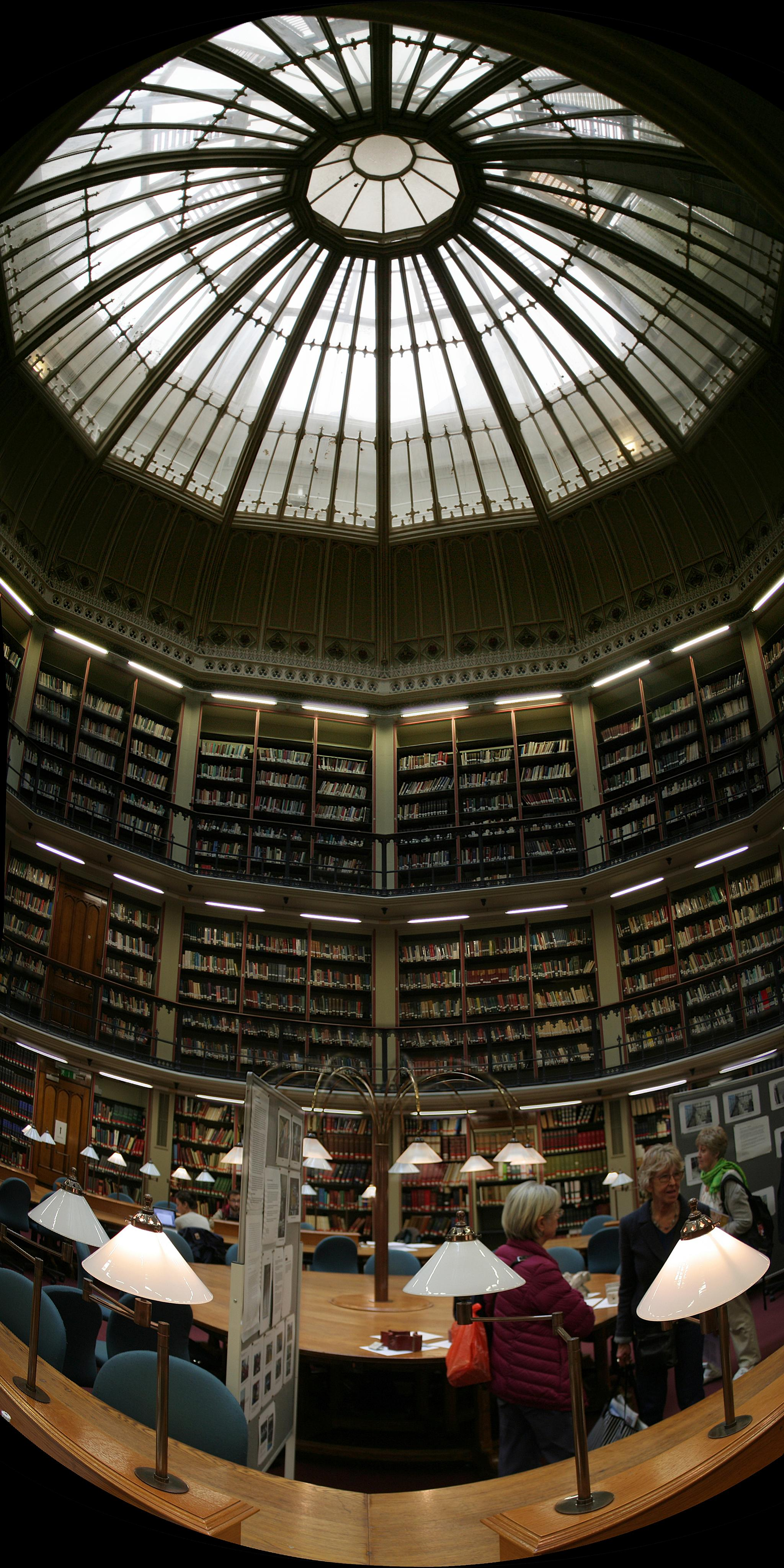
Phòng đọc hình tròn của Thư viện Maughan, thư viện chính của Đại học Hoàng đế Luân Đôn, Anh

Thư viện học thuật thường đặt trong khuôn viên các trường cao đẳng và đại học, chủ yếu để phục vụ sinh viên và nhân viên ở đó và những nơi khác. Một số thư viện học thuật, đặc biệt ở những cơ sở công cộng, mở cửa cho tất cả mọi người.

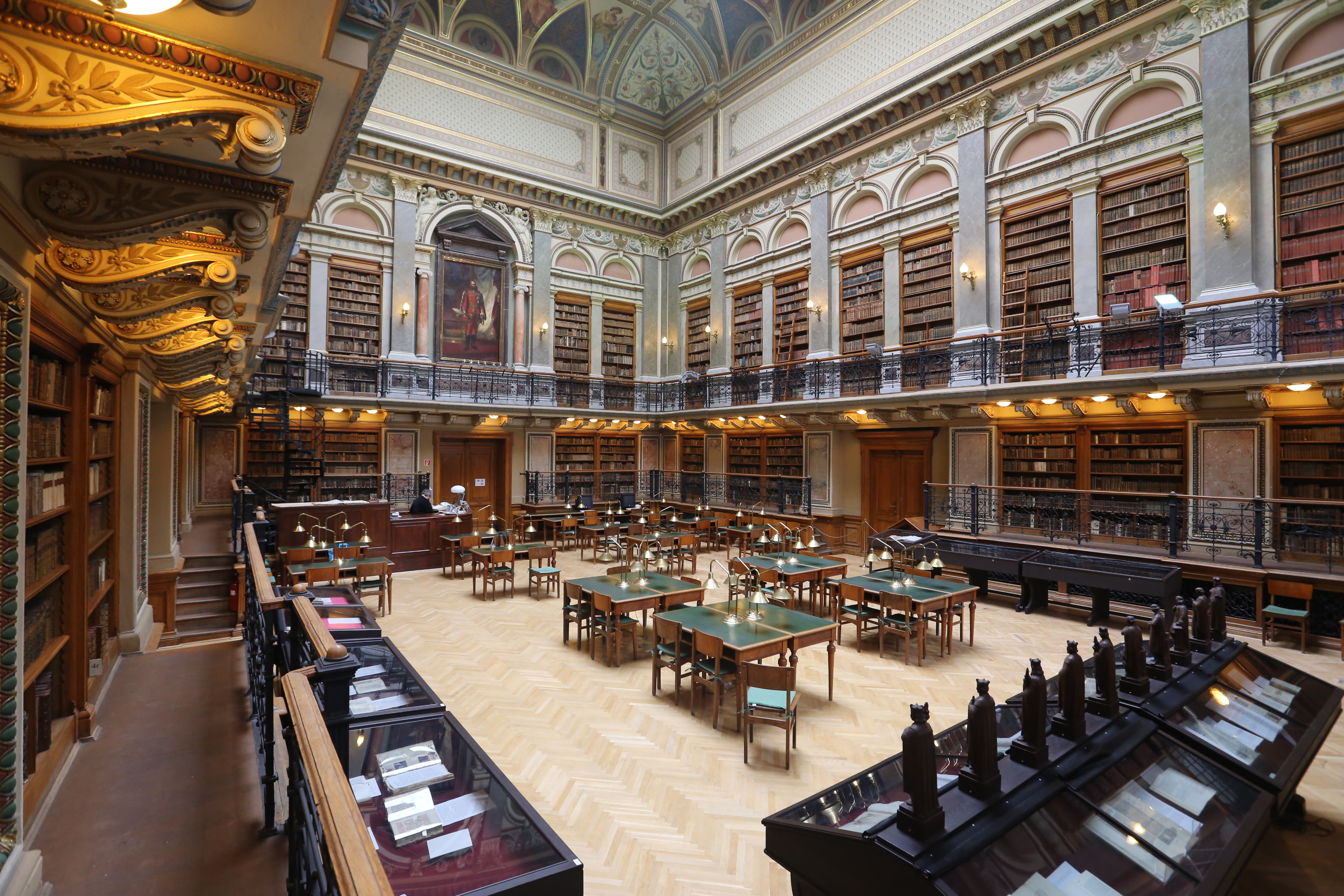
Thư viện Đại học tại Budapest, Hungary

Thư viện học thuật có mục đích chính là hỗ trợ trong việc nghiên cứu và tìm hiểu của học sinh và nhân viên của cơ sở giáo dục. Các thư viện này thường có tài liệu liên quan đến khóa học, như sách giáo khoa và bài luận. Chúng cũng có những tài nguyên khác ít thấy ở thư viện, như là máy tính, webcam, hay máy tính cầm tay.
Thư viện học thuật còn có những cuộc hội thảo và khóa học bên ngoài lớp chính quy, giúp học sinh trang bị những công cụ để hoàn thành tốt chương trình học. Những buổi thảo luận này có thể giúp về chú thích nguồn, kỹ năng tìm kiếm hiệu quả, cơ sở dữ liệu khoa học và những công cụ liên quan. Những bài học này giúp học sinh trong sự nghiệp tương lai, tuy nhiên thường không được dạy trong những khóa học thông thường.

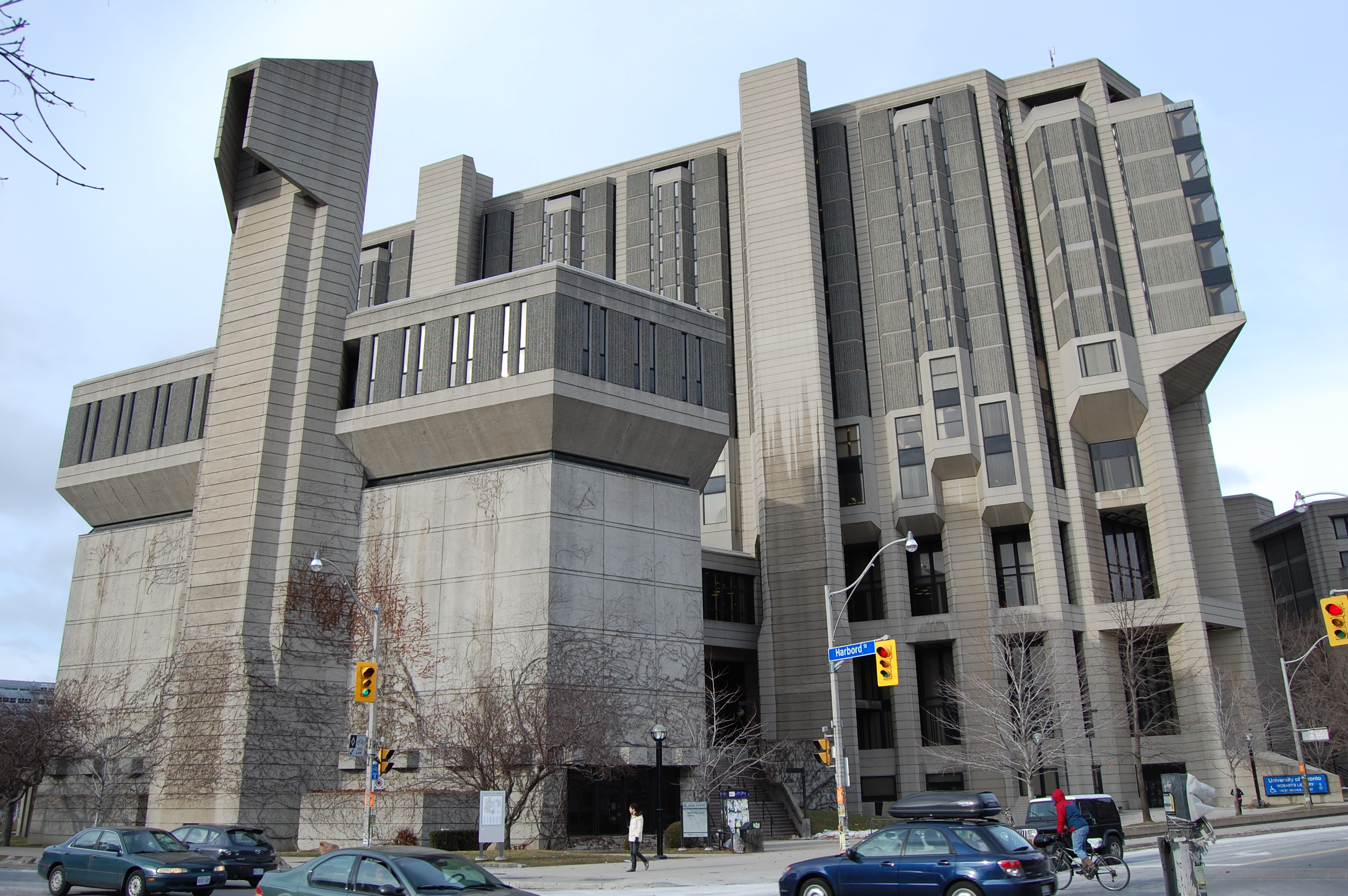
Thư viện Robarts tại Đại học Toronto, Canada

Cũng như nhiều thư viện khác, các thư viện học thuật có không gian học tập yên tĩnh cho học sinh và sinh viên; nó cũng có những nơi dành cho học nhóm, như phòng họp. Tại Bắc Mỹ, châu Âu và nhiều khu vực khác trên thế giới, thư viện học thuận đang ngày càng trở nên số hóa. Các cơ sở học thuật đăng ký vào cơ sở dữ liệu những tập san điện tử, cung cấp phần mềm nghiên cứu và viết bài khoa học, cho phép mọi người tiếp cận những bài báo, cơ sở dữ liệu, cổng thông tin, Internet, và phần mềm liên quan đến khóa học (như xử lý văn bản hay bảng tính). Một số thư viện còn có chức năng mới, như là một nguồn thông tin khoa học và học thuật điện tử, bao gồm việc thu thập và chọn lọc những bài luận của sinh viên. Một số thư viện còn hoạt động như những nhà xuất bản trên cương lĩnh không vì lợi nhuận, đặc biệt dưới dạng những nhà xuất bản Truy cập mở.

### Thư viện trẻ em

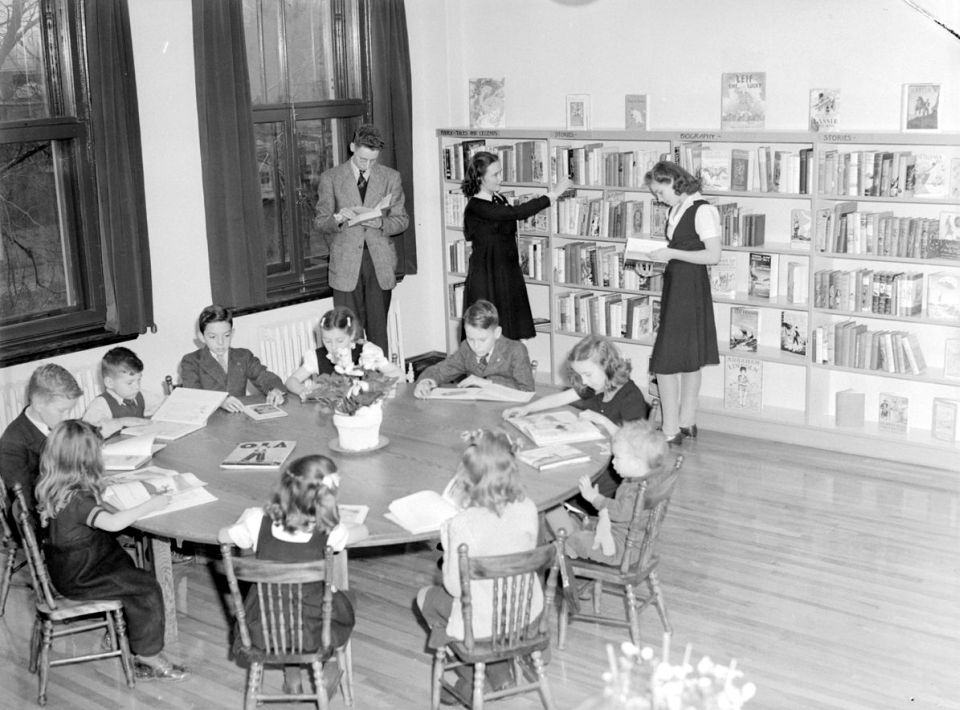
Một thư viện cho trẻ em tại Montreal, Quebec, Canada năm 1943

Thư viện cho trẻ em có những bộ sưu tập đặc biệt dành riêng cho người đọc nhỏ tuổi và thường được phân cách với thư viện chung. Các thư viện này là những cơ quan giáo dục nhằm giúp trẻ nhỏ làm quen với nguồn tư liệu của thế giới và hình thành đam mê cho việc đọc.
Các dịch vụ của thư viện dành cho trẻ em bao gồm những buổi kể chuyện hoặc những chương trình ngoại khóa, nhằm phát triển kĩ năng đọc hiểu và tình yêu dành cho sách. Một trong những chương trình phổ biến nhất trong những thư viện công cộng và chương trình đọc sách mùa hè dành cho trẻ em, gia đình và người lớn.

### Thư viện quốc gia

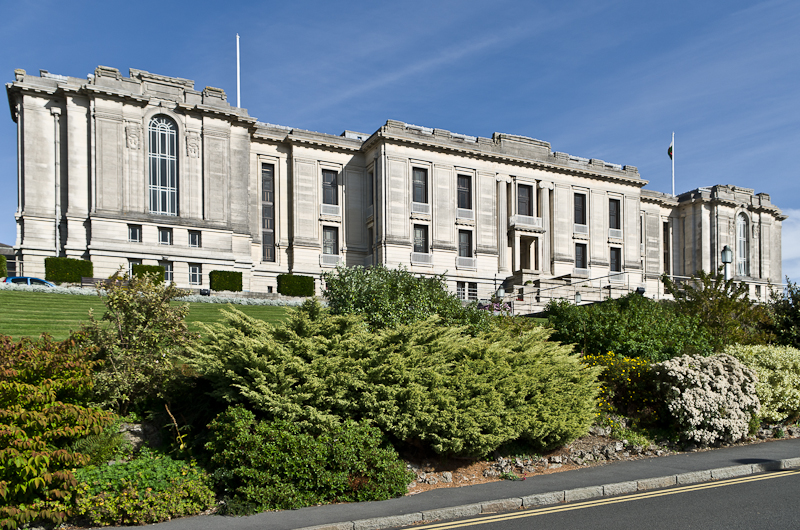
Thư viện Quốc gia Wales, Aberystwyth

Một thư viện quốc gia đóng vai trò là kho lưu trữ thông tin của nhà nước, và có quyền lưu chiểu, tức yêu cầu các nhà xuất bản trong nước đưa một bản sao của mỗi ấn phẩm vào thư viện. Không như các thư viện công cộng, thư viện quốc gia hiếm khi cho người dân mượn sách. Kho tàng của chúng thường có nhiều tác phẩm quý hiếm, có giá trị và ảnh hưởng lớn.
Những thư viện quốc gia đầu tiên xuất phát từ những bộ sưu tập hoàng gia của cơ quan nhà nước.
Nhiều thư viện quốc gia hợp tác trong khuôn khổ Mục Thư viện Quốc gia của Liên đoàn các Hiệp hội và Tổ chức Thư viện Quốc tế (IFLA) để thảo luận công việc chung, xác định và phổ biến những tiêu chuẩn chung, và thực hiện những dự án để phát triển các bên. Các thư viện quốc gia ở châu Âu tham gia vào dịch vụ Thư viện châu Âu, do Hội nghị Thủ thư Quốc gia châu Âu thành lập, sau được sát nhập vào Europeana.

### Thư viện công cộng

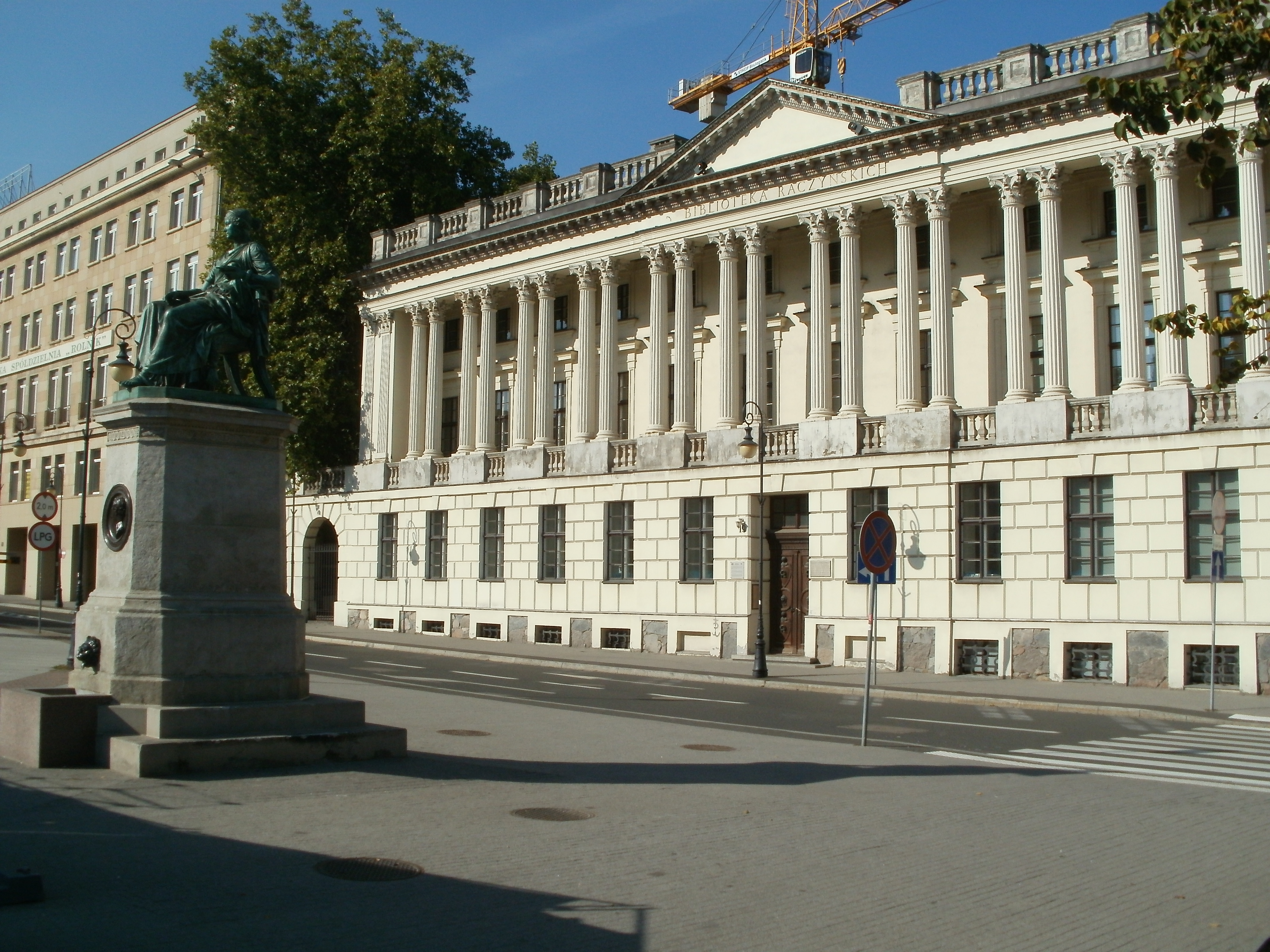
Thư viện Raczyński, thư viện công cộng của Poznań, Ba Lan

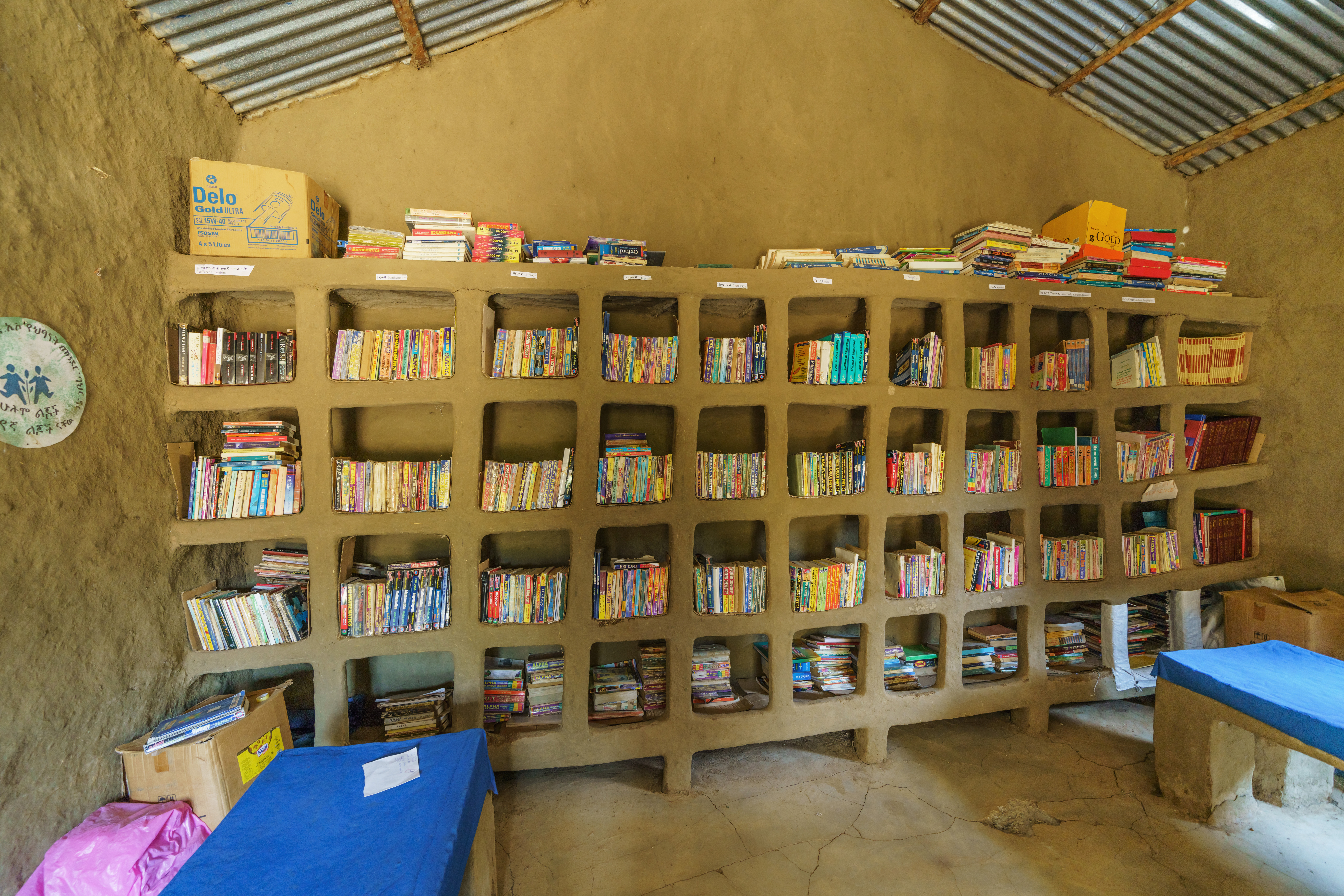
Một thư viện công cộng ở Ethiopia

Một thư viện công cộng phục vụ cộng đồng chung, thường là một thành phố hay một phân cấp hành chính khác. Phần lớn tài nguyên trong thư viện công cộng đều có thể cho mượn. Nhân viên thư viện kiểm soát số lượng đầu mục cho mượn, cũng như chi tiết của thời gian cho mượn chúng. Thông thường, các thư viện công cộng phát hành thẻ thư viện cho những người có nhu cầu mượn sách.
Nhiều thư viện công cộng cũng là các tổ chức cộng đồng cung cấp dịch vụ và các hoạt động cho công chúng, như là nhóm đọc sách và kể chuyện cho trẻ em. Ở nhiều nơi, thư viện là nguồn kiến thức và giải trí không thể thiếu. Theo một nghiên cứu bởi Hiệp hội Thư viện Pensylvania, các dịch vụ thư viện công cộng đóng vai trò quan trọng trong việc giảm tỉ lệ mù chữ ở thanh thiếu niên.

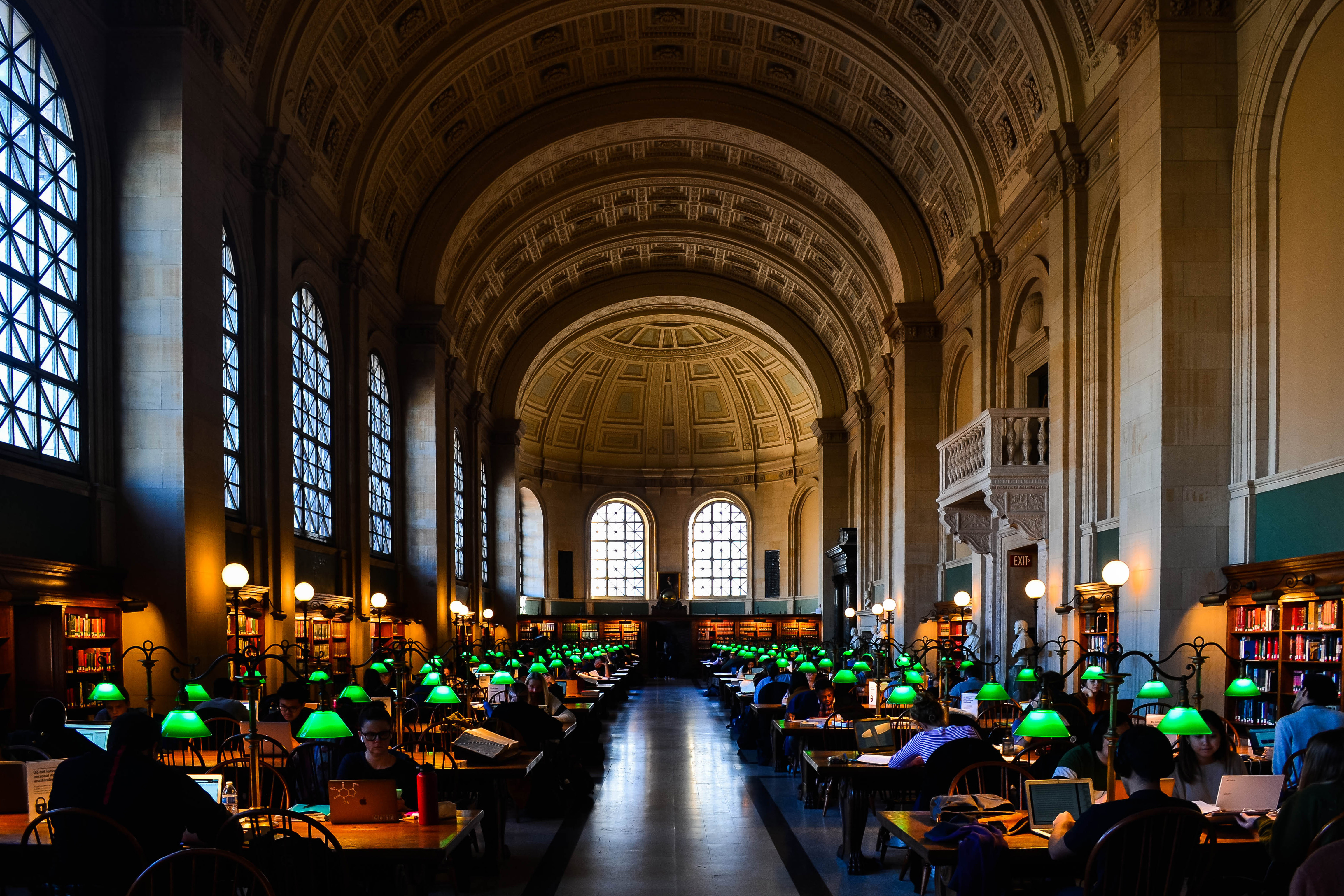
Bates Hall, phòng đọc chính của Thư viện Công cộng Boston, Massachusetts, Hoa Kỳ

Thư viện 2.0, một cụm từ đặt ra từ 2005, là phương hướng của các thư viện nhằm cạnh tranh với sự phổ biến của Google và nhu cầu thay đổi của người dùng bằng cách sử dụng công nghệ web 2.0. Một số khía cạnh của Thư viện 2.0 bao gồm bình luận, đánh dấu thẻ, dấu trang, thảo luận, sử dụng mạng xã hội, plug-in, widget. Mục đích là để biến thư viện hướng tới người dùng nhiều hơn.
Dù có tầm quan trọng to lớn, các thư viện tại Hoa Kỳ thường xuyên bị cắt giảm ngân sách bởi các nhà lập pháp của bang. Nhiều thư viện công cộng phải giảm số giờ mở cửa và cắt bớt nhân viên.

### Thư viện tham khảo

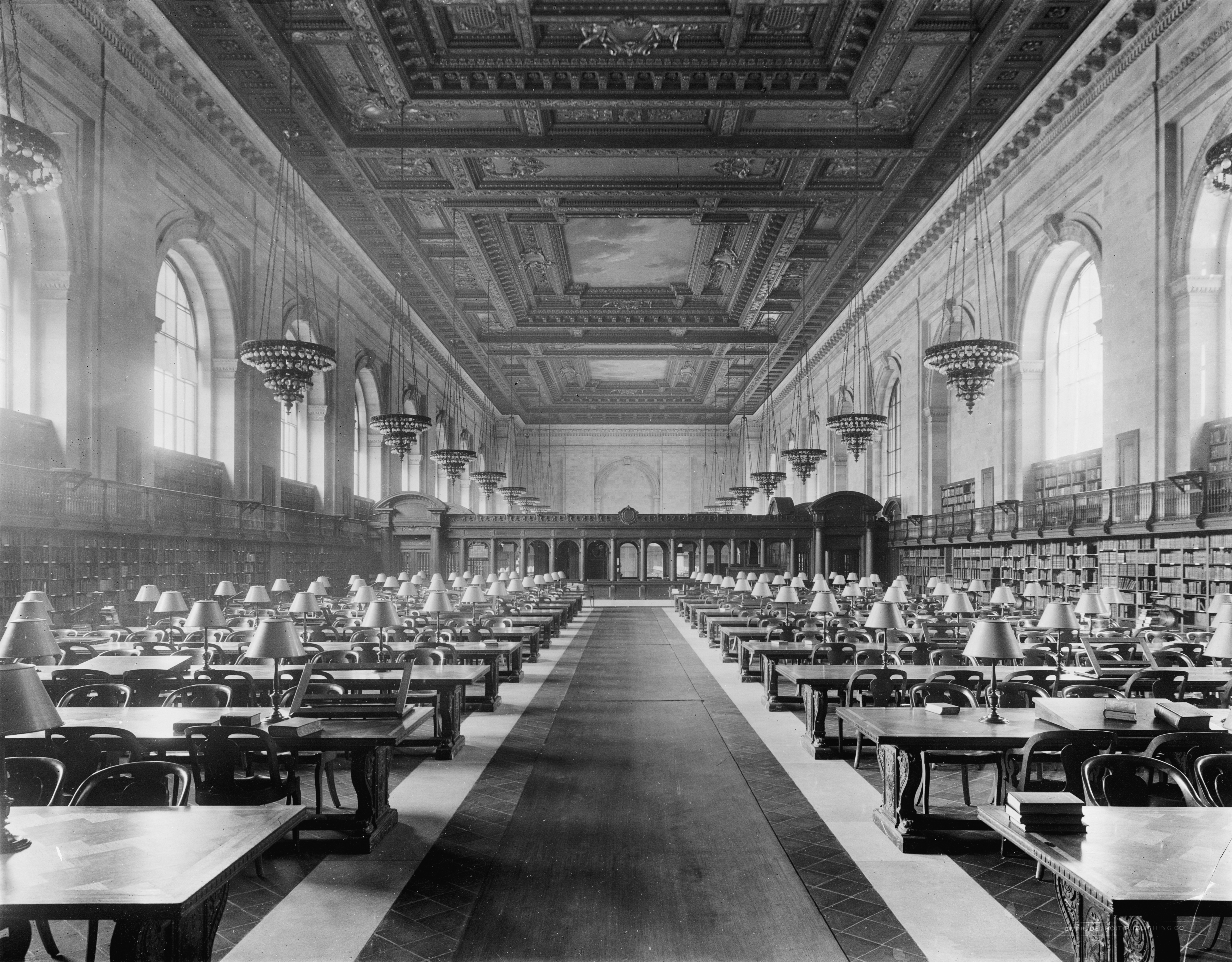
Phòng đọc chính của Thư viện Công cộng Thành phố New York, 1910–1920

Một thư viện tham khảo không cho phép tài liệu được mượn mà chỉ có thể đọc tại thư viện đó. Thông thường thư viện được dùng cho mục đích nghiên cứu, như ở các trường đại học. Một số đầu mục của một thư viện tham khảo có thể mang tính lịch sử, thậm chí là duy nhất. Nhiều thư viện cho mượn có một khu vực tham khảo riêng, nơi chứa những đầu sách tham khảo, ví dụ như từ điển. Những khu vực tham khảo như thế còn được gọi là "phòng đọc", đôi khi có cả báo chí và ấn phẩm định kỳ. Một ví dụ là Phòng đọc Hazel H. Ransom tại Trung tâm Harry Ransom của Đại học Texas tại Austin, nơi lưu trữ các bài viết của người đại diện văn chương Audrey Wood.

### Thư viện nghiên cứu

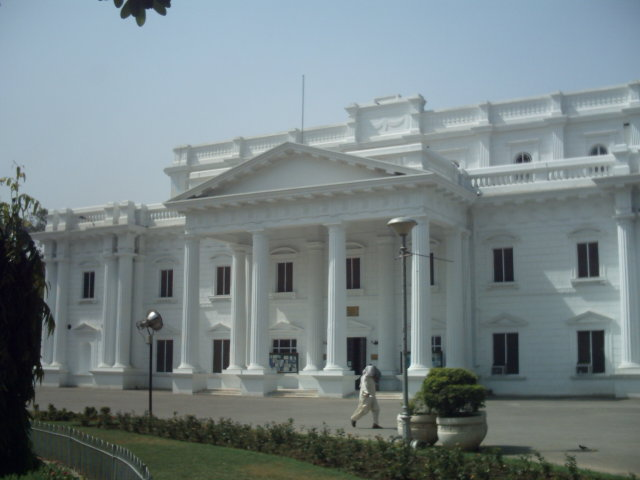
Thư viện Quaid-e-Azam tại Bagh-e-Jinnah, Lahore, Pakistan

Một thư viện nghiên cứu chứa các nguồn tài nguyên về một hay nhiều lĩnh vực. Một thư viện nghiên cứu hỗ trợ nghiên cứu học thuật hoặc khoa học và có các nguồn sơ cấp và cả nguồn thứ cấp. Thư viện nghiên cứu thường là thư viện học thuật hoặc thư viện quốc gia, nhưng một thư viện đặc biệt cũng có thể có khu vực nghiên cứu riêng, và một số thư viện công cộng rất lớn cũng dùng để phục vụ nghiên cứu. Ở Bắc Mỹ, một thư viện đại học lớn cũng có thể được coi là một thư viên nghiên cứu, và thường thuộc Hiệp hội Thư viện Nghiên cứu. Tại Vương quốc Anh, những thư viện này có thể thuộc Thư viện Nghiên cứu Vương quốc Anh (RLUK).
Một thư viện nghiên cứu có thể cho hoặc không cho mượn sách. Một số thư viện nghiên cứu rất lớn hoặc cũ hoàn toàn không cho mượn giống thư viện tham khảo, còn phần lớn thư viện học thuật tại Anh và Mỹ cho phép mượn sách nhưng không cho mượn các ấn phẩm định kỳ và tài liệu khác. Một số ví dụ của thư viện nghiên cứu gồm Thư viện Anh, Thư viện Bodleian tại Đại học Oxford và Chi nhánh chính Thư viện Công cộng New York tại Manhattan, Thư viện Khoa học và Kỹ thuật Công cộng Quốc gia của chi nhánh Siberia của Viện Hàn lâm Khoa học Nga.

### Thư viện số
Thư viện số là những thư viện chứa tài liệu kỹ thuật số. Một thư viện số "sử dụng nhiều loại phần mềm, công nghệ và tiêu chuẩn kết nối để hỗ trợ cộng đồng tiếp cận tài nguyên và dữ liệu số", đồng thời có trách nhiệm bảo quản và đảm bảo khả năng truy cập tài liệu dễ dàng và tiện lợi. Việc truy cập thư viện số bị ảnh hưởng bởi nhiều yếu tố, phổ biến nhất là nội dung của thư viện, đặc trưng và nhu cầu thông tin của đối tượng người dùng, giao diện, mục tiêu của tổ chức thư viện, và những quy định và luật lệ kiểm soát sự vận hành của thư viện.
Một trong những điều quan trọng nhất mà người quản lý thư viện số cần xem xét là nhu cầu truy cập tài nguyên dài hạn. Hai vấn đề cần lưu ý bao gồm dữ liệu bị lỗi và định dạng lỗi thời. Dữ liệu có thể bị mất hoặc không dùng được nếu một sự cố nào đó xảy ra, ví dụ như một chiếc đĩa CD bị trầy xước. Định dạng lỗi thời là khi một định dạng số bị thay thế bởi những công nghệ mới, khiến những dữ liệu trong định dạng cũ trở nên vô dụng. Xử lý lỗi dữ liệu là quá trình thụ động, ngược lại với định dạng lỗi thời cần phải chủ động chuẩn bị từ trước.

### Thư viện đặc biệt

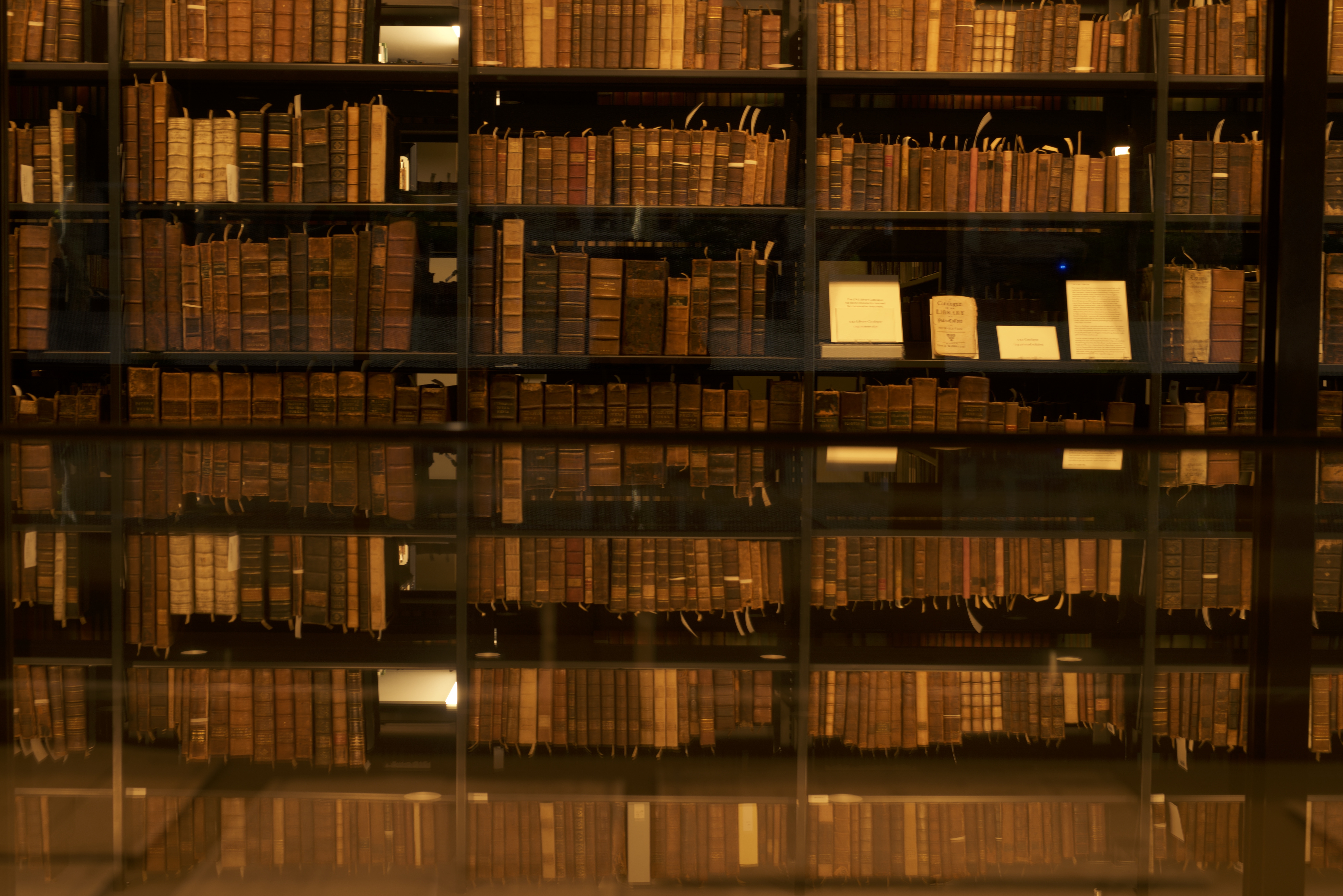
Kệ sách tại Thư viện Thủ bản và Sách hiếm Beinecke thuộc Thư viện Đại học Yale. Tầng cao nhất của thư viện chứa 180.000 đầu sách.

Tất cả thư viện khác thuộc vào dạng thư viện đặc biệt. Nhiều tổ chức tư nhân và công cộng, bao gồm bệnh viện, nhà thờ, bảo tàng, phòng thí nghiệm nghiên cứu, công ty luật và các cơ quan chính phủ có những thư viện riêng cho nhân viên dùng nghiên cứu chuyên ngành trong lĩnh vực của họ. Tùy từng nơi mà các thư viện đặc biệt này có thể cho người ngoài vào hoặc không. Ở những cơ quan chuyên ngành như công ty luật hay phòng thí nghiệm, thủ thư thường là chuyên gia trong ngành thay vì những người được đào tạo làm thủ thư do tính chất chuyên dụng của thư viện và đối tượng người sử dụng.
Thư viện đặc biệt còn có thư viện cho phụ nữ hay LGBTQ. Thư viện và cộng đồng LGBTQ có lịch sử lâu đời, và hiện có nhiều thư viện, kho lữu trữ và bộ sưu tập đặc biệt dành riêng cho việc giữ gìn và giúp đỡ cộng đồng LGBTQ. Thư viện của phụ nữ, như Thư viện Phụ nữ Vancouver hay Thư viện Phụ nữ @LSE cung cấp dịch vụ cho các bé gái và phụ nữ và tập trung vào lịch sử phụ nữ.
Một số thư viện, như là thư viện luật của chính phủ, thư viện bệnh viện hay thư viện căn cứ quân sự cho phép khách tham quan. Tùy thuộc vào đối tượng và nội dung, thư viện đặc biệt cũng có thể cung cấp dịch vụ như các thư viện nghiên cứu, tham khảo, học thuật, công cộng hay cho trẻ em, thường là với quy định nghiêm ngặt hơn.

## Tổ chức

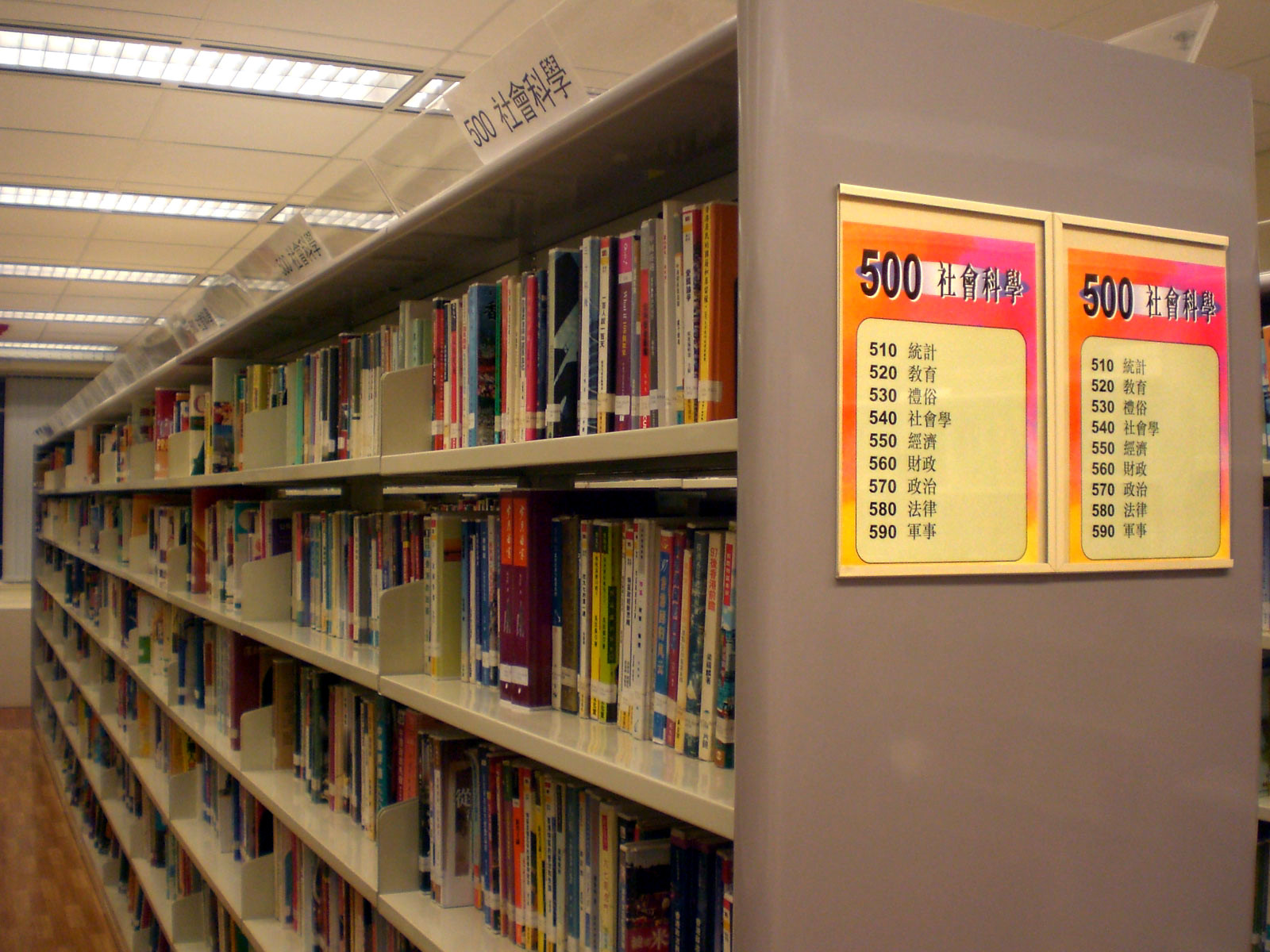
Kệ sách một thư viện ở Hồng Kông, cho thấy hệ thống phân loại nhằm giúp người đọc xác định đầu sách trong từng khu vực

Hầu hết thư viện sắp xếp tài liệu theo một trật tự nhất định dựa trên hệ thống phân loại thư viện, sao cho các đầu sách có thể được tìm và lấy một cách hiệu quả. Một số thư viện có phòng trưng bày riêng để chứa tài liệu tham khảo. Những kệ tham khảo này có thể cho một số người ngoài vào xem, hoặc bắt người đọc nói nhân viên để lấy tài liệu thay mình.
Các thư viện lớn thường được chia thành các ban quản lý bởi các thủ thư chuyên nghiệp và bán chuyên nghiệp. Các ban quan trọng nhất thường là
- Phân phối (hay Dịch vụ tiếp cận) – Quản lý tài khoản người dùng và việc cho mượn/trả sách.[31]
- Phát triển kho sưu tập – Thu thập, đặt mua tài liệu và quản lý ngân sách lưu trữ.
- Tham khảo – Quản lý một bàn tham khảo trả lời các câu hỏi và hướng dẫn người dùng. Việc tham khảo có thể chia theo nhóm người dùng hoặc thể loại đầu mục.
- Dịch vụ kỹ thuật – Làm việc biên mục và xử lý các vật phẩm mới và loại bỏ các tài liệu tùy vào tiêu chí.
- Bảo trì kệ sách – Sắp xếp lại các tài liệu đã được trả cho thư viện và những đầu mục đã được xử lý bởi Dịch vụ kỹ thuật, đảm bảo trật tự phân loại của thư viện.

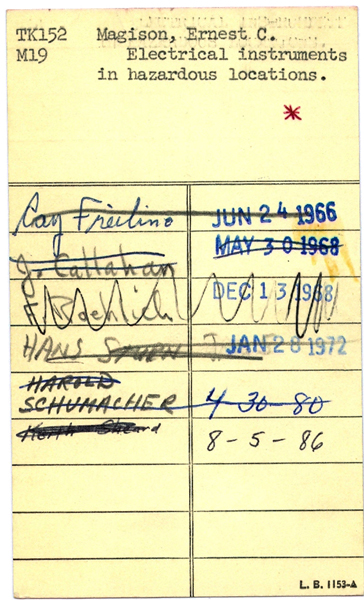
Thẻ dùng để ký xác nhận mượn sách

Những công việc cơ bản trong việc quản lý thư viện bao gồm việc chuẩn bị sưu tập (những tài liệu thư viện nên thu thập, bằng hình thức gì), phân loại các tài liệu đã thu thập, bảo quản tài liệu (đặc biệt là những đầu mục hiếm và dễ hư hỏng như thủ bản), quản lý việc cho mượn và thu hồi tác phẩm, xây dựng và quản trị hệ thống máy tính của thư viện. Những vấn đề dài hạn bao gồm việc xem xét mở rộng hoặc xây dựng thư viện mới, và việc phát triển các dịch vụ kết nối và đẩy mạnh văn hóa đọc.
Tổ chức Tiêu chuẩn hóa Quốc tế (ISO) đã xuất bản một số tiêu chuẩn về việc quán lý thư viện qua Ủy ban Kỹ thuật 46 (TC 46), tập trung vào "thư viện, tài liệu và trung tâm thông tin, xuất bản, lưu trữ, quản lý hồ sơ, tài liệu bảo tàng, các dịch vụ lập chỉ mục và trừu tượng hóa, và khoa học thông tin". Sau đây là danh sách một số tiêu chuẩn đó:
- ISO 2789:2006 Thông tin và tài liệu—Thống kê thư viện quốc tế
- ISO 11620:1998 Thông tin và tài liệu—Chỉ số khả năng thư viện
- ISO 11799:2003 Thông tin và tài liệu—Yêu cầu lưu trữ cho tài liệu thư viện
- ISO 14416:2003 Thông tin và tài liệu—Yêu cầu đóng sách, ấn phẩm định kỳ, và các tài liệu giấy khác nhằm lưu trữ và sử dụng—Phương pháp và vật liệu
- ISO/TR 20983:2003 Thông tin và tài liệu—Chỉ số khả năng của các dịch vụ thư viện điện tử

## Thủ thư

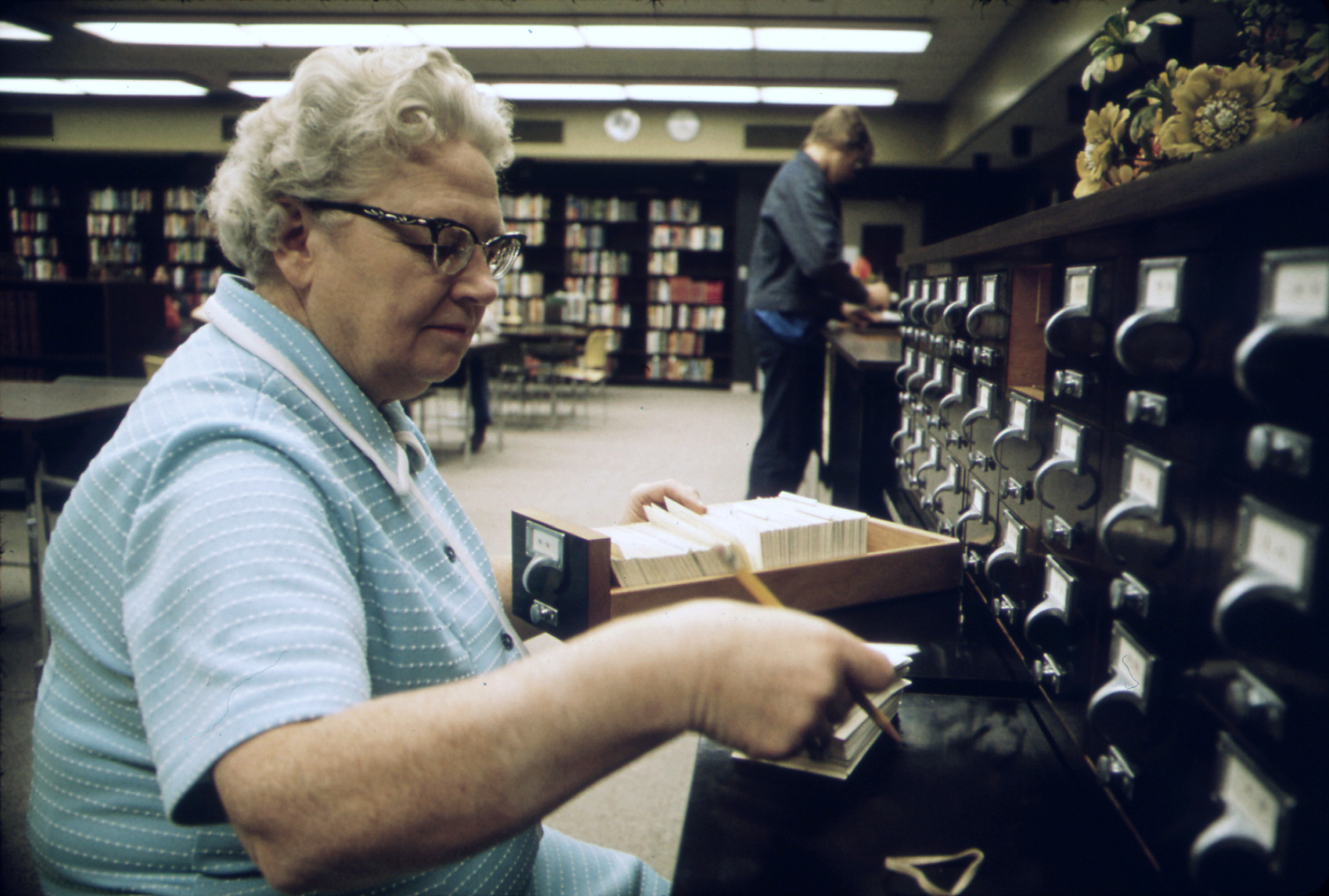
Một nhân viên thủ thư ở Mỹ

Thủ thư hay cán bộ thư viện hay nghĩa đơn giản là người trông coi sách là một nghề nghiệp làm việc liên quan đến thư viện, coi giữa sách trong thư viện, đó là một chuyên gia về thông tin, lưu trữ, sắp xếp hồ sơ, phân loại, sắp xếp sách vở, đánh bút lục, lau, quét sách ở các kệ sách, hướng dẫn tra cứu thông tin... được đào tạo về khoa học thư viện, là người thông thạo việc tổ chức và quản lý dịch vụ thông tin hoặc các tài liệu cho những người có nhu cầu thông tin.
Thông thường, thủ thư làm việc trong một thư viện công cộng hoặc một thư viện trong các trường đại học, trường tiểu học hoặc trường trung học, các thư viện trong doanh nghiệp hoặc công ty, hoặc cơ quan khác như một bệnh viện, công ty luật.... Công việc này có điểm tương đồng với những người làm nghề nhân viên lưu trữ.

## Những thư viện nổi tiếng
Thư viện Quốc hội Mỹ là thư viện lớn nhất thế giới, là nơi lưu trữ lên tới gần 100 triệu quyển sách.